# Institutos de Oratória

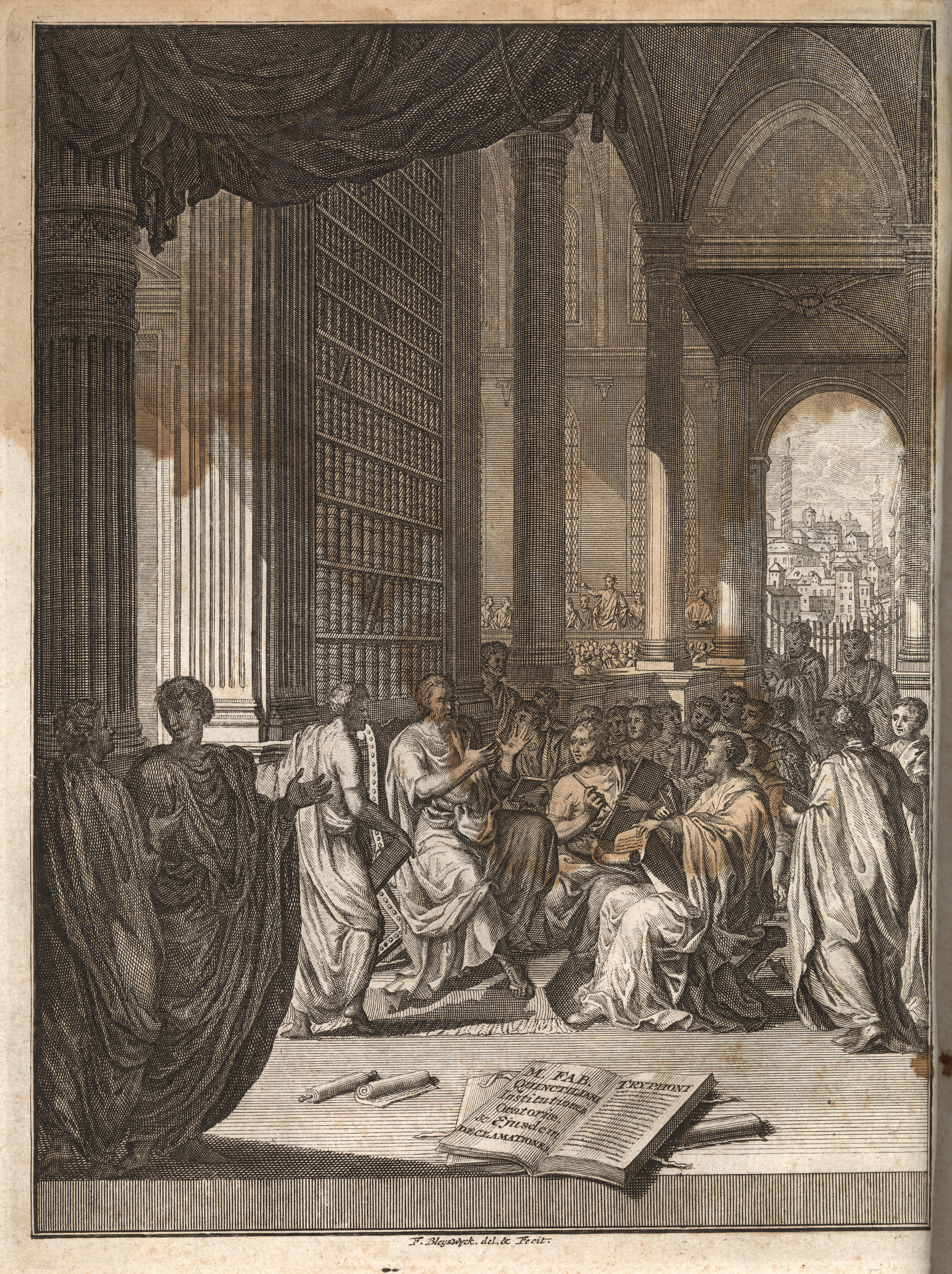
Capa duma versão de Leida de 1720 mostrando Quintiliano ensinando retórica

A Instituição Oratória ou Sobre a formação do orador (em latim: Institutio Oratoria) é uma obra em doze volumes sobre retórica teórica e prática publicada pelo retórico romano Quintiliano cerca de 95. Durante os primeiros séculos após sua composição, a obra de Quintiliano foi muito influente sobre os educadores e estudiosos romanos, inclusive Jerônimo, Orígenes e Agostinho de Hipona. Pelo século V, a obra foi amplamente utilizava por Caio Júlio Victor, que absorveu as ideias de Quintiliano em seu A Arte da Retórica (Ars Rhetorica). Durante muitos séculos da Idade Média a obra permaneceu quase desconhecida, sendo apreciada somente por manuscritos mutilados ou truncados.
No Reino da França do século XII, em meio a um renascimento clássico ocorrido nas escolas de Chartres e Bec, os Institutos receberam uma revitalização nas mãos de João de Salisbúria, que nos informa que foi instruído em Quintiliano sob tutela de Bernardo, Teodorico e Guilherme de Conches. Contudo, essa renovação perdurou somente até ca. 1225, quando a obra voltou a permanecer obscura. No século XV, Poggio Bracciolini, enquanto trabalhando como secretário papal no Concílio de Constança, descobriu um manuscrito completo de Quintiliano na Abadia de São Galo, um mosteiro beneditino fundado no século VIII, conhecido como centro regional de ensino e produção manuscrita, especializado em trabalhos de autores clássicos. Letrado em latim, Poggio tornou-se renomado entre os humanistas italianos como mestre copista, e numa carta de 15 de dezembro de 1416, escreveu a Guarino de Verona sobre suas descobertas em São Galo. Atualmente o manuscrito encontrado por Poggio encontra-se na Biblioteca Central de Zurique.
Imediatamente após a descoberta de Poggio, o trabalho de Quintiliano adquiriu intenso ressurgimento. Sua primeira introdução moderna foi feita por Pietro Paolo Vergerio e uma epítome completa dos Institutos foi escrita por Francesco Patrizi de Siena. Pelos séculos seguintes, numerosas versões impressas foram produzidas através da Europa, o que fez sua reputação igualar-se a de Virgílio e Cícero. Embora após o Renascimento seus seguidores esmoreceram, ele continuou a influenciar grande número de intelectuais como Martin Luther, Erasmo de Roterdã, Francis Bacon, John Locke, Alexander Pope, Samuel Johnson, Edward Gibbon, John Stuart Mill e Hugh Blair. Destes, Hugh Blair foi crucial para manter Quintiliano em voga através da Idade Moderna por meio de seu "Conferências sobre Retórica e Belas Letras" (Lectures on Rhetoric and Belle Lettres).

## Biografia
- DeMaria, Robert; Heesok Chang, Samantha Zacher (2013). A Companion to British Literature, The Long Eighteenth Century, 1660 - 1830. [S.l.]: John Wiley & Sons. ISBN 1118731816